# Ferrari FXX
El Ferrari FXX és un automòbil esportiu produït per la marca d'automòbils italiana Ferrari. El FXX és la versió ultraesportiu del Ferrari Enzo (successor del Ferrari F50), concebuda per Giuseppe Petrotta. El seu motor V12 de 6.262 cc ofereix 800 CV a 8500 rpm i 70 mkg de parell màxim a 5.750 rpm. Malgrat aquest cavallatge desmesurat el FXX no trenca amb la tradició de la marca i és fidel a la tracció posterior. La seva carrosseria construïda íntegrament en fibra de carboni ofereix a 350 km / h una càrrega aerodinàmica de 1500 kg (430 kg més que el Ferrari Enzo a la mateixa velocitat).
La seva velocitat màxima és de 386 km / h, entrant així en el vedat terreny dels cinc cotxes més ràpids del món. Només té un seient (monoplaça), i no està homologat ni per circular pel carrer ni per a competició. Només han estat fabricades 30 unitats, la majoria d'elles del color "Rosso Corsa", encara que n'hi ha d'altres de color negre, blau i groc. La seva fabricació ha estat possible gràcies a l'ajuda de Bridgestone i Brembo per fer uns pneumàtics i uns frens específics del model. El seu preu variava entre 1.500.000 i 1.800.000 euros segons el color del vehicle i depenent de quants Ferrari posseïa el seu futur comprador. Una condició insalvable que Ferrari va imposar als seus futurs propietaris era d'haver adquirit anteriorment un Ferrari Enzo directament a la marca, descartant així els que van ser adquirits en el mercat de segona mà.

## Història
Va ser construït amb la mateixa idea que quan es va fer el Ferrari F50 GT. Essencialment és una evolució del Ferrari Enzo. El FXX té alguns components d'altres vehicles de Ferrari, però són importants exclusives en el FXX. El motor del FXX es basa en el del Enzo, però la cilindrada va ser augmentada a 6262 cc, la caixa de canvis incorpora les darreres novetats de Ferrari a la F1 i els frens estan millorats en comparació amb els del Enzo. No obstant això, els discos del FXX conserven el material ceràmic dels discos de l'Enzo. Els pneumàtics del FXX tenen 19 polzades (483 mm) de diàmetre. Igual que en l'Enzo, el seient i els pedals tenen una configuració personalitzada perquè s'ajusti a les mesures exactes de l'usuari. El FXX disposa d'una àmplia supervisió de dades i telemetria, que no només permet al controlador millorar el rendiment, sinó que també proporciona valuosos dades tècniques del Ferrari FXX per millorar l'estabilitat a la carretera.
Ferrari ha construït 31 (el nombre original era de 30)unitats d'aquest cotxe, i tots ells han estat venuts a clients preseleccionats per Ferrari (excepte un d'ells que Ferrari SpA manté en secret), inclòs el Campió del Món de F1, Michael Schumacher, al qual li va ser venuda la unitat número 30. El FXX de Schumacher es distingeix dels altres, ja que és l'únic FXX negre sense franges vermelles i té un cercle de color vermell amb motllures a les rodes, i té també la famosa firma MS a l'interior i el nombre 30 en les portes. Un cotxe no es va vendre i és propietat de Ferrari. Aquests pocs clients no només són els propietaris d'un Ferrari FXX, sinó que també poden participar en la realització de nous assaigs i desenvolupament de marques. Com el vehicle no està homologat per circular al carrer ni per a competició, els propietaris tenen l'opció de guardar el cotxe a les instal·lacions de Ferrari. Com a part del programa FXX, el cotxe es manté a la fàbrica de Ferrari. El propòsit d'aquest programa és permetre als clients de Ferrari un accés exclusiu a la més actualitzada tecnologia i utilitzar les seves aportacions per contribuir al desenvolupament de futurs models. El FXX va arribar a costar 1.500.000 euros (exclosos els impostos), entre el preu de l'automòbil i els serveis que ofereix amb Ferrari.
En temporada N ° 13 del cèlebre programa de la BBC Top Gear, el Ferrari FXX en col negre polvoritzar el record de l'acte més ràpid en el circuit de Dunsfold Park, un aeròdrom privat que utilitza el programa, manejat per "The Stig", famós corredor emmascarat que ha popularitzat el programa i que en el mateix es va revelar com Schumacher. No obstant això, al final del programa i en posteriors declaracions dels presentadors d'aquest, es va revelar que Michael Schumacher es disfressà com el pilot emmascarat només per a aquest programa, ja que el propietari és l'únic autoritzat per Ferrari per manejar el FXX. El FXX baix en 7 segons el rècord anterior. No obstant això aquest record va ser desqualificat després que es comprovés que els pneumàtics amb les quals es va córrer la prova eren de tipus "slick" una cosa que segons els productors del programa no és permès per tractar-se d'elements de competició, una cosa prohibida perquè tots els altres actuacions participants en el repte només fan servir les cobertes de fabricació.

## Exemplars produïts
- 24 FXX color vermell amb franja blanca
- 1 FXX color groc amb franja blanca
- 1 FXX color blau
- 1 FXX color taronja
- 1 FXX color blanc
- 1 FXX color gris
- 1 FXX color negre amb franja (n ° 28 - propietat de Dino Tabacchi, actual president i propietari del grup òptic Salmoiraghi & Viganò).
- 1 FXX color negre (n ° 30 - propietat de Michael Schumacher)
- 1fxx evolucioni 2010 blanc i vermell

En total són 31 unitats. Inicialment s'havia pensat en 30 exemplars, però el campió de F1, Michael Schumacher, va demanar que li fabriquessin un personalitzat segons els seus desigs (amb autògraf i totalment negre). Aquest s'anomena "FXX Evoluzione" i disposa de certes millores aerodinàmiques, menor temps necessari en el canvi de marxes i 860 CV. Aquest programa d'ampliació pot ser aplicat a petició del propietari a qualsevol FXX estàndard.

## Fitxa tècnica
| Fitxa Tècnica            | Ferrari FXX                                                                           |
| ------------------------ | ------------------------------------------------------------------------------------- |
| Motor                    | V12 d'alumini, amb cilindres en V de 65 °, muntat longitudinalment en posició central |
| Tren de vàlvules:        | 4 vàlvules per cilindre                                                               |
| Sistema de combustible   | Bosch Motronic ME7 seqüencial d'injecció electrònica                                  |
| Cilindrada total         | 6262 cc                                                                               |
| Potencia máxima          | 800 CV (597 kW) a 8500 rpm                                                            |
| Velocidad máxima         | 395 km/h                                                                              |
| Acceleració 0-100 km / h | en menys de 3.5 segons                                                                |
| Potència específica      | 126 CV (94 kW) per litre                                                              |
| Parell màxim             | 690 Nm a 5750 rpm                                                                     |
| Sistema de tracció       | posterior amb TCS                                                                     |
| Transmissió              | seqüencial de sis marxes                                                              |
| Construcció              | xassís i carrosseria de fibra de carboni, amb fals xassís d'aliatge                   |
| Longitud                 | 4.702 mm                                                                              |
| Amplada                  | 2035 mm                                                                               |
| Alçada                   | 1147 mm                                                                               |
| Distància entre eixos    | 2.650 mm                                                                              |
| Ample de vies            | 1660 mm eix davanter i 1650 mm eix posterior                                          |
| Pes en sec               | 1755 kg                                                                               |